# Fisker Inc.
Fisker Inc. — американская компания, специализирующаяся на производстве электромобилей. Основана в 2016 году. 18 июля 2024 года подала заявление о защите от банкротства, вследствие провала переговоров с Nissan.

## История
3 октября 2016 года Хенрик Фискер объявил о создании производителя электромобилей Fisker Inc. вместе с женой Гитой Гупта-Фискер. 8 июля 2020 года было объявлено о завершении финансирования стоимостью 50 миллионов долларов.
13 июля 2020 года было объявлено, что Fisker Inc. проведёт первичное публичное предложение акций на Нью-Йоркской фондовой бирже путём слияния с компанией Spartan Energy Acquisition Corp., которая поддерживается частной инвестиционной компанией Apollo Global Management. Стоимость сделки с Fisker Inc. составила 2,9 миллиарда долларов США. 24 сентября 2020 года компания Fisker открыла новый технологический центр в Сан-Франциско, который станет координационным центром разработки программного обеспечения компании и автомобильной электроники. 14 октября 2020 года компания Fisker объявила, что её новая глобальная штаб-квартира будет расположена в Манхэттен-Бич в округе Лос-Анджелес, Калифорния. 29 октября 2020 года было объявлено о завершении обратного слияния со Spartan Energy Acquisition Corp. (NYSE: SPAQ). Начиная с 30 октября 2020 года, Fisker зарегистрирована на бирже и торгуется на Нью-Йоркской фондовой бирже под торговым обозначением FSR.
28 июня 2021 года акции компании Fisker стали обозначаться Russell 3000. Через месяц компания вложила 10 миллионов долларов в частные инвестиции в акционерный капитал общества в рамках слияния с компанией Allego.
В январе 2022 года компания Fisker создала подразделение в Индии (город Хайдарабад). В июне 2023 года было объявлено о намерении продавать автомобили в Китае.
18 июня 2024 года из-за убытков, долгов и отзывов своего электрического кроссовера Ocean компания Fisker подала заявление о банкротстве.

## Автомобили
- Fisker Ocean[25][26][27][28][29][30]
- Fisker Pear[31][32]
- Fisker Ronin[33][34]
- Fisker Alaska[35]